# Muhaisnah
Muhaisnah è un quartiere residenziale di Dubai.

## Geografia fisica
Muhaisnah si trova nel settore orientale di Dubai nella zona di Deira.